# یانگ شیائو (خورنده)
یانگ شیائو (انگلیسی: Yang Xiao؛ زادهٔ ۶ مارس ۱۹۶۴) قایقران روئینگ اهل چین است.